# Lubawka (gmina)
Lubawka – gmina miejsko-wiejska w województwie dolnośląskim, w powiecie kamiennogórskim. W latach 1975–1998 gmina położona była w województwie jeleniogórskim.
Siedziba władz gminy to Lubawka.
Według danych z 30 czerwca 2020 roku gminę zamieszkiwały 10 802 osoby.

## Położenie
Gmina Lubawka leży na pograniczu Sudetów Zachodnich i Sudetów Środkowych. Na obszarze gminy znajdują się fragmenty następujących jednostek geograficznych: wschodnia część Karkonoszy (Grzbiet Lasocki), południowa część Kotliny Kamiennogórskiej (Wzgórza Bramy Lubawskiej oraz południowa część Kotliny Krzeszowskiej), południowa część Gór Kruczych i zachodnia część Zaworów.

## Struktura powierzchni
Według danych z roku 2002 gmina Lubawka ma obszar 138,08 km², w tym:
- użytki rolne: 50%
- użytki leśne: 42%

Gmina stanowi 34,86% powierzchni powiatu.

## Demografia
Według danych z 30 czerwca 2004 gminę zamieszkiwało 11 728 osób.

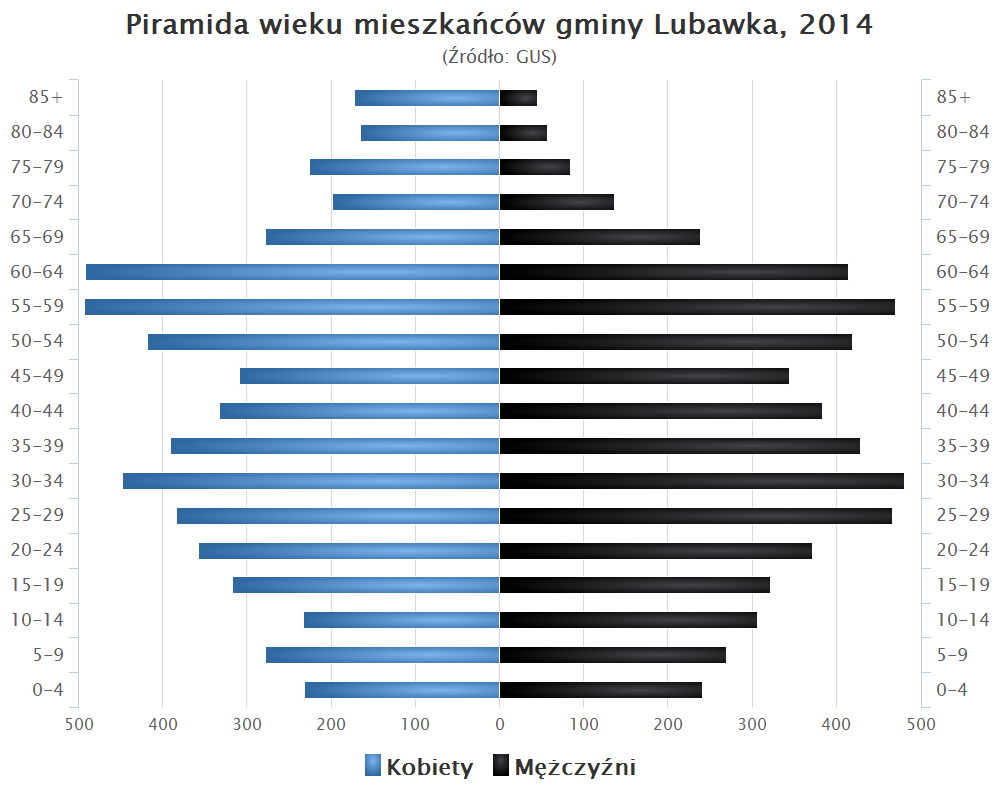
Piramida wieku mieszkańców gminy Lubawka w 2014 roku

Dane z 30 czerwca 2004:
| Opis                              | Ogółem | Ogółem | Kobiety | Kobiety | Mężczyźni | Mężczyźni |
| --------------------------------- | ------ | ------ | ------- | ------- | --------- | --------- |
| jednostka                         | osób   | %      | osób    | %       | osób      | %         |
| populacja                         | 11 728 | 100    | 6000    | 51,2    | 5728      | 48,8      |
| gęstość zaludnienia (mieszk./km²) | 84,9   | 84,9   | 43,5    | 43,5    | 41,5      | 41,5      |

## Miejscowości
Na terenie gminy leżą wsie:
Błażejów, Błażkowa, Bukówka, Chełmsko Śląskie, Jarkowice, Miszkowice, Niedamirów, Okrzeszyn, Opawa, Paczyn, Paprotki, Stara Białka, Szczepanów, Uniemyśl.

## Sąsiednie gminy
Kamienna Góra, Kowary, gmina Mieroszów. Gmina sąsiaduje z Czechami.

## Ochrona przyrody
Na obszarze gminy znajduje się rezerwat przyrody Kruczy Kamień chroniący wzniesienie skalne przedstawiające ciekawą formę intruzji porfiru w skały osadowe.